# سیارک ۸۸۰۶
سیارک ۸۸۰۶ (به انگلیسی: 8806 Fetisov، نامگذاری:1981UU11) هشت هزار و هشتصد و ششمین سیارک کشف شده‌است که در ۲۲ اکتبر ۱۹۸۱ کشف شد.
قدر مطلق سیارک برابر ۱۳٫۱۰ است.